# Kosciuszko National Park
Kosciuszko National Park är en nationalpark i Australien.   Den ligger i delstaten New South Wales, i den sydöstra delen av landet, 110 km sydväst om huvudstaden Canberra. Kosciuszko National Park ligger 1 337 meter över havet.
I omgivningarna runt Kosciuszko National Park växer i huvudsak städsegrön lövskog. Kustklimat råder i trakten. Årsmedeltemperaturen i trakten är 8 °C. Den varmaste månaden är januari, då medeltemperaturen är 18 °C, och den kallaste är juli, med 0 °C. Genomsnittlig årsnederbörd är 1 573 millimeter. Den regnigaste månaden är juni, med i genomsnitt 190 mm nederbörd, och den torraste är november, med 84 mm nederbörd.